# Huatabampo
Huatabampo – miasto w Meksyku, w stanie Sonora.